# Adiós, Tierra
Adiós, Tierra (en hangul, 종말의 바보; romanización revisada, Jongmar-ui babo; literalmente, «El tonto del fin del mundo») es una serie de televisión web surcoreana dirigida por Kim Jin-min y protagonizada por Yoo Ah-in, Ahn Eun-jin, Jeon Sung-woo y Kim Yoon-hye. Se estrenó en la plataforma Netflix el 26 de abril de 2024.

## Sinopsis
La NASA anuncia que un asteroide se acerca a la Tierra y colisionará en 200 días. La península de Corea está incluida en la zona directamente afectada por el impacto. La República de Corea se ve repentinamente sumida en el caos y la gente lucha por abandonar el país y huir a un lugar seguro.

## Reparto
- Ahn Eun-jin como Jin Se-kyung, que antes era tutora de tecnología en la escuela secundaria, y ahora es una voluntaria del Ayuntamiento de Ungcheon que lucha en secreto para proteger a los niños en peligro.[3][4]

- Jeon Sung-woo como Woo Sung-jae, un sacerdote que cuida de los creyentes, en nombre del sacerdote principal que desapareció después de que se anunciara la caída del asteroide.[5][3]
- Yoo Ah-in como Ha Yoon-sang, investigador en un instituto de investigación de biotecnología, que abandona la relativa seguridad de los Estados Unidos para estar al lado de Se-kyung.[6][3]

- Kim Yoon-hye como Kang In-ah, la comandante de compañía de un batallón de apoyo al servicio de combate, que se ocupa de los ciudadanos de Ungcheon.[7][3]

- Kim Kang-hoon.[8]
- Lee Dong-chan como el abuelo.
- Lim Ki-hong.
- Kim Young-woong como Kim Dae-han.[9][10]
- Shim Dan-soo como el jefe del equipo de investigación.
- Kang Seok-woo como el padre Baek.[11]
- Seo Ye-hwa.[12]
- Lee Seo-hwan como Haeng Bo-gwan.
- Park Ho-san como el comandante del batallón.
- Baek Seok-gwang como Hong Ki-pyo.
- Baek Hyun-jin.
- Kim Young-ok.
- Yoon Seo-ah como Chae Young-ji.[13]
- Hong Woo-jin como Jang-beom.
- Kim Mi-hye como una investigadora.
- Lee Yong-yi.
- Jung Sae-byul como Gong Ji-eun.
- Baek Ji-won como Oh Gye-hyang.
- Kim Min-chul como Na Hyeon-jae.[14]

## Producción
La serie está basada en la novela publicada por Kōtarō Isaka en 2006 y titulada 終末のフール (El tonto del fin del mundo). La obra narra la historia de los habitantes de un complejo de apartamentos en Sendai, Japón, que se encuentran en estado de pánico tras saberse que la Tierra está a tres años de ser destruida debido al impacto de un asteroide, y tratan de sobrevivir a su manera. La productora declaró al respecto que el contenido «es el mismo, que se centra en las personas que quedaron atrás en la situación apocalíptica planificada, pero la trama principal y los personajes de la historia son diferentes a los de la obra original».
Netflix anunció la producción de la serie el 20 de diciembre de 2021, con el director Kim Jin-min en su tercera colaboración con la plataforma después de Extracurricular (2020) y Mi nombre (2021). La guionista es Jung Sung-joo, que firmó también el guion de Secret Affair (JTBC, 2014), protagonizada por Yoo Ah-in, y de Heard It Through the Grapevine (SBS, 2015).El 13 de enero sucesivo Netflix confirmó el reparto de protagonistas. En mayo de 2022 se estaba rodando.
La fecha de estreno en Netflix se había fijado en principio para el cuarto trimestre de 2023.Sin embargo, se aplazó al año sucesivo como consecuencia de la situación legal de Yoo Ah-in, el cual, tras un registro en el aeropuerto de Incheon en febrero de 2023, fue acusado de consumo de drogas. Además de posponer el lanzamiento, Netflix redujo lo más posible la presencia en pantalla del actor en la serie editando las partes ya filmadas.Al final, la fecha elegida para el estreno fue el 26 de abril de 2024.

## Recepción
Existía preocupación por la acogida que tendría la serie en su país debido a la presencia en el reparto de Yoo Ah-in, que había sido acusado de consumo de drogas, y reconoció haber consumido cocaína. Inmediatamente después de su lanzamiento, recibió una avalancha de duras críticas por no ser inmersiva en absoluto; tuvo un comienzo relativamente pobre al quedar en el octavo lugar en la lista de los diez mejores programas de televisión de Netflix, después de lo cual incluso las críticas negativas se desvanecieron, y la serie pasaba más bien desapercibida.